# Zemeros allica
Zemeros allica är en fjärilsart som beskrevs av Fabricius 1787. Zemeros allica ingår i släktet Zemeros och familjen Riodinidae. Inga underarter finns listade i Catalogue of Life.